# Ozodicera (Dihexaclonus) terrifica
Ozodicera (Dihexaclonus) terrifica is een tweevleugelige uit de familie langpootmuggen (Tipulidae). De soort komt voor in het Neotropisch gebied.